# エクサスケールコンピュータ
エクサスケール・コンピュータ（英: exascale computer）またはエクサスケール・コンピューティング（英: exascale computing）は、1秒間に1018回以上の浮動小数点演算（1エクサフロップス、exaFLOPS）を行うことができるコンピュータシステムを指す。この用語は、一般的にはスーパーコンピュータシステムの性能を指し、2021年1月時点でこの目標を達成した単一システムは存在しないが、このマイルストーンに到達するために設計されているシステムがある。2020年4月、分散コンピューティングによるFolding@homeのネットワークは、1 exaFLOPSの演算性能を達成した。
エクサスケール・コンピューティングは、計算機工学の分野で大きな成果をもたらす。主に、天気予報や個別化医療など、科学的応用や予測の改善が可能になる。エクサスケールはまた、ヒューマン・ブレイン・プロジェクトで目標とされている、人間の脳の神経レベルでの推定処理能力に達している。また、TOP500リストのように、エクサスケール・コンピュータを最初に構築する国になる競争もある。
2024年現在、エクサスケールコンピュータが市販されている。例えば、2024年にnvidia社が発売したGB200 NVL72は、Blackwellアーキテクチャを採用した、1個あたり40PFLOPSの性能を持つGB200チップを36個搭載し、1ラックあたり1.4 exaFLOPSのAI演算性能がある。価格は（OEM先のサーバーメーカーにもよるが）1ラックあたり300万ドル程度で、生成AIなどに使用されている。
2024年現在、多数のBlackwellコアを並列接続することで、エクサスケールの約1000倍となるゼタスケール・コンピューティングも可能となっている。オラクルは2024年、業界初となるゼタスケールのクラウド・コンピューティング・クラスタを発表。最大131,072基のBlackwellコアを搭載し、最大2.4ゼタFLOPSの性能がある。

## 定義
1秒あたりの浮動小数点演算（Floating Point Operation Per Second、FLOPS）は、コンピュータの性能を表す指標である。FLOPSはさまざまな精度の測定値で記録できるが、TOP500スーパーコンピュータリストでは、LINPACKベンチマークを使用して64ビット（倍精度浮動小数点形式）の演算を1秒間に実行した回数でランキングするという標準的な指標が用いられている。

## 技術的な課題
アプリケーションが、エクサスケール・コンピューティング・システムの能力を十分に活用できるようにすることは、簡単ではないと認識されている。エクサスケール・プラットフォーム上でデータ集約型アプリケーションを開発するには、新しく効果的なプログラミング・パラダイムとランタイム・システムが利用できる必要がある。この壁を最初に破ったFolding@homeプロジェクトは、クライアント・サーバー・モデルのネットワーク・アーキテクチャを使用して、数十万のクライアントに作業を送信するサーバーのネットワークに依存している。

## 歴史
最初のペタスケール（1015 FLOPS）コンピュータは2008年に稼働した。Computerworld誌は、2009年のスーパーコンピューティング会議で、2018年までにエクサスケールの実現を予測した。2014年6月、Top500スーパーコンピュータの停滞により、2020年までのエクサスケールシステムの可能性を疑問視する声が上がっていた。
2018年までにエクサスケール・コンピューティングは実現しなかったが、同じ年に、Summit OLCF-4スーパーコンピュータは、ゲノム情報を解析しながら、（FLOPSではなく）別の指標を用いて1秒間に1.8×1018回の計算を行った。これを実施したチームは、2018年のACM/IEEE Supercomputing Conferenceでゴードン・ベル賞を受賞した。
exaFLOPSの壁は、2020年3月に分散型のFolding@homeプロジェクトによって初めて破られた。

## 開発

### 米国
2008年、米国エネルギー省の科学局と国家核安全保障局という2つの米国政府組織が、エクサスケールスーパーコンピュータの開発のためにInstitute for Advanced Architectures（カタルーニャ高等構築研究所）に資金を提供し、サンディア国立研究所とオークリッジ国立研究所もエクサスケール設計に協力することになった。この技術は、基礎研究、工学、地球科学、生物学、材料科学、エネルギー問題、国家安全保障など、さまざまな計算集約型の研究分野での応用が期待されていた。
2012年1月、インテル社は、2018年までにエクサスケール技術を開発するという約束を果たすために、QLogic社からInfiniBand製品群を1億2500万米ドルで購入した。
2012年までに、米国はエクサスケール・コンピューティングの開発に1億2600万ドルを割り当てた。
2013年2月、Intelligence Advanced Research Projects Activity（インテリジェンス高等研究計画活動）は、超伝導ロジックに基づいてエクサスケールの速度で動作する新世代の超伝導スーパーコンピュータを想定したCryogenic Computer Complexity（C3）プログラムを開始した。2014年12月、IBM、レイセオンBBNテクノロジーズ、ノースロップ・グラマンとC3プログラムの技術開発のための複数年契約を発表した。
2015年7月29日、バラク・オバマ大統領は、エクサスケールシステムの開発を加速し、ポスト半導体コンピューティングの研究への資金提供を求める国家戦略的コンピューティング・イニシアチブを創設する大統領令に署名した。エクサスケール・コンピューティング・プロジェクトは、2021年までにエクサスケール・コンピュータの構築を目指している。
2019年3月18日、米国エネルギー省とインテルは、最初のexaFLOPSスーパーコンピュータを2021年末までにアルゴンヌ国立研究所で稼働させると発表した。Auroraと名付けられたこのコンピュータは、インテルとクレイ社（現ヒューレット・パッカード・エンタープライズ社）によってアルゴンヌに納入される予定で、インテルのXe GPGPUと将来のXeon Scalable CPUを搭載し、価格は6億米ドルになると予想されている。
2019年5月7日、米国エネルギー省は、オークリッジ国立研究所にFrontierスーパーコンピュータを構築する契約をクレイ（現ヒューレット・パッカード・エンタープライズ）と結んだことを発表した。Frontierは2021年に稼働を開始する予定で、1.5 exaFLOPS以上の性能を持つ、世界で最も強力なコンピュータとなると見込まれている。
2020年3月4日、米国エネルギー省は、ローレンス・リバモア国立研究所（LLNL）に設置するスーパーコンピュータ「El Capitan」を6億米ドルで構築する契約を、ヒューレット・パッカード・エンタープライズおよびAMD社と締結したことを発表した。主に（排他的ではないが）核兵器のモデリングに使用されることが期待されている。El Capitanが最初に発表されたのは2019年8月、DOEとLLNLがCray社からShastaスーパーコンピュータを購入することを明らかにしたときであった。El Capitanは2023年初頭に稼働し、2 exaFLOPSの性能を発揮する予定である。AMD製のCPUとGPUを使用し、EPYC Zen 4 CPUあたり4つのRadeon Instinct GPUを使用することで、人工知能タスクを高速化する。El Capitanは約40MWの電力を消費すると見込まれている。
2020年11月現在、アメリカには世界最速のスーパーコンピュータ5台のうち3台が設置されている。

### 日本
日本では、2013年に理化学研究所計算科学研究センターが2020年に向けて、消費電力30メガワット未満のエクサスケールシステムの計画を開始した。2014年、富士通は理化学研究所から「京」の後継となる次世代スーパーコンピュータの開発契約を受注した。後継機は「富岳」と呼ばれ、最低でも1 exaFLOPSの性能を持ち、2021年にフル稼働することを目指している。2015年、富士通は国際スーパーコンピューティング会議において、このスーパーコンピュータがARM社と共同設計した拡張機能を備えたARMv8アーキテクチャを実装したプロセッサを使用することを発表した。これは、2020年6月に一部運用を開始し、（LINPACKではなく）HPL-AIベンチマークで1.42 exaFLOPS（fp64精度のfp16）を達成し、史上初の1 exaFLOPSを達成したスーパーコンピュータとなった。日本の最高峰である富士山にちなんで名付けられた「富岳」は、2020年11月17日に発表されたスーパーコンピュータの計算速度ランキングTOP500（LINPACK）で1位を維持し、毎秒442兆回の計算速度、つまり0.442 exaFLOPSを達成した。

### 中国
2020年6月時点で、中国は世界最速のスーパーコンピュータ5台のうち2台を保有している。国防科技大学（NUDT）のコンピューティング学部長によると、中国初のエクサスケール・スーパーコンピュータは、2020年半ば以降に稼働を開始する予定である。次世代高性能コンピュータに関する国家計画によると、中国は第13次5カ年計画期間（2016年～2020年）にエクサスケール・コンピュータを開発する予定である。天津浜海区政府、NUDT、天津国家スーパーコンピューティングセンターがプロジェクトに取り組んでいる。Tianhe-1、Tianhe-2に続くエクサスケールの後継機はTianhe-3と名付けられる予定である。

### 欧州連合
See also Supercomputing in Europe
2011年、エクサスケール・コンピューティングの技術やソフトウェアの開発を目的としたいくつかのプロジェクトが欧州連合（EU）で開始された。たとえば、CRESTAプロジェクト（Collaborative Research into Exascale Systemware, Tools and Applications）、DEEPプロジェクト（Dynamical ExaScale Entry Platform）、Mont-Blancプロジェクトがある。エクサスケールへの移行に基づく欧州の主要プロジェクトは、MaX（Materials at the Exascale）プロジェクトである。EoCoE（Energy oriented Centre of Excellence）は、エクサスケール技術を活用して、カーボンフリー・エネルギーの研究と応用をサポートする。
2015年、マンチェスター大学とチェシャー州のSTFCデアズベリー研究所との間で進められている大規模な研究プロジェクトScalable, Energy-Efficient, Resilient and Transparent Software Adaptation（SERT）は、英国の工学・物理科学研究評議会から100万ポンド（約1億5000万円）を授与された。SERTプロジェクトは、2015年3月に開始される予定であった。これは、「Software for the Future II」プログラムの基でEPSRCによる資金提供を受け、プロジェクトは数値解析グループ（NAG、Numerical Analysis Group）、クラスタビジョン（Cluster Vision）、科学技術施設研究会議（STFC、Science and Technology Facilities Council）と提携される。
2018年9月28日、欧州高性能コンピューティング共同事業（EuroHPC JU）がEUによって正式に設立された。EuroHPC JUは、2022/2023年までにエクサスケールのスーパーコンピュータの構築を目標としている。EuroHPC JUは、約10億ユーロの予算で公的会員から共同出資される。EUの資金拠出は4億8600万ユーロである。

### 台湾
2017年6月、台湾のNational Center for High-Performance Computingは、日本で最速かつ最強のA.I.ベースのスーパーコンピュータを構築している富士通から全面的な技術移転に基づき、新しい中間スーパーコンピュータの構築に資金を提供し、台湾初のエクサスケール・スーパーコンピュータの設計と構築に向けた取り組みを開始した。さらに、台湾のフォックスコン社が台湾全体で最大かつ最速のスーパーコンピュータを最近設計および構築するなど、エクサスケール・スーパーコンピュータ技術の迅速な開発に焦点を当てた台湾独自の取り組みが数多く行われている。このフォックスコンの新型スーパーコンピュータは、最先端の台湾製エクサスケール・スーパーコンピュータの設計と構築に向けた研究開発の足がかりとなるよう設計されている。

### インド
2012年、インド政府は、第12次5ヵ年計画期間 (インド)（2012-2017年）にスーパーコンピューティング研究に25億米ドルを投入することを提案した。このプロジェクトは、バンガロールのインド理科大学院（IISc）が担当することになった。さらに、その後インドがエクサフロップス級の処理能力を持つスーパーコンピュータの開発を計画していることが明らかになった。これは、承認後5年以内にC-DACによって開発される。

## 参照項目
- ペタスケールコンピューティング（英語版）
- スーパーコンピュータ
- スーパーコンピュータ技術史
- 超伝導コンピュータ（英語版）
- ニューロモルフィック工学
- ビッグデータ
- 桁違いのコンピュータ性能（英語版）

## 情報源
- Gropp, William (2009). “MPI at Exascale: Challenges for Data Structures and Algorithms”. Recent Advances in Parallel Virtual Machine and Message Passing Interface. Lecture Notes in Computer Science. 5759. Berlin: Springer. 3. Bibcode: 2009LNCS.5759....3G. doi:10.1007/978-3-642-03770-2_3. ISBN 978-3-642-03769-6
- Kirkley, John (2011年11月22日). “The Road to Exascale: Can Nanophotonics Help?”. enterprisetech.com. 2015年10月11日閲覧。
- 『エクサスケールの衝撃 次世代スーパーコンピュータが壮大な新世界の扉を開く』PHP研究所、2014年12月17日。ISBN 9784569818924。
- 『プレ・シンギュラリティ 人工知能とスパコンによる社会的特異点が迫る』PHP研究所、2016年12月20日。ISBN 9784569832449。